# 楊藎誠
楊 藎誠（よう じんせい）は清末民初の軍人。貴州省での辛亥革命の蜂起に貢献した人物である。別名は光准。字は柏舟。トゥチャ族（土家族）出身。

## 事績

### 清末の活動
1902年（光緒28年）、楊藎誠は貴州武備学堂に入学する。当時教官をつとめていた高山公通らからその能力を評価された。1905年（光緒31年）、楊藎誠は首席の成績を取得し、官費で日本へ留学した。東京振武学校、陸軍士官学校で学んでいる。
この日本留学の間に、楊藎誠は革命派の思想に共鳴し、孫文（孫中山）の中国同盟会に加入して、多くの革命派人士と人脈を築いた。1910年（宣統2年）に帰国して、貴州新軍第1標教練官となる。1911年（宣統3年）春には、貴州陸軍小学総弁を兼任した。この年に武昌起義が勃発すると、楊は貴州陸軍小学の学生と新軍兵士を率い、11月3日に反清の挙兵を行った。翌4日に大漢貴州軍政府の樹立、独立を宣言している。楊は貴州都督に推薦され、全省の軍政を主管した。

### 下野、晩年
11月下旬に、清軍が武昌を包囲し、黎元洪らが危地に陥る。そのため12月10日に、楊藎誠は自ら黔軍（貴州軍）を率いて貴陽を出発し、救援に向かった。ところが貴州では、1912年（民国元年）3月、任可澄らの立憲派と劉顕世らの旧軍が雲南省の唐継尭の軍を招き入れ、張百麟らの革命派と趙徳全らの新軍を粛清して権力を掌握してしまう。その後、唐が貴州都督に正式に任命され、常徳に駐屯していた楊は貴州へ戻る術を失う。結局同年8月、楊は自軍を唐継尭に引き渡して、楊自身は北京入りした。
1915年（民国4年）の護国戦争（第三革命）では、楊藎誠は上海で孫文に会い、善後策を練った。1917年（民国6年）からは、北京政府の命を受けて四川に赴き、各軍の調停に動いた。また、北京に戻って四川駐京代表を務めた。1921年（民国10年）冬、楊藎誠は積年の疲労のため故郷に帰って静養につとめる。しかし翌1922年（民国11年）7月、死去した。享年43。